# North Shore Power Company
La North Shore Power Company a été fondée par Charles C. Colby, Édouard-Alfred Lacroix et J.-B. Frégeau en 1897. Elle est le distributeur exclusif de l’électricité à Trois-Rivières dès les débuts de l'électrification de la ville. La North Shore sera acquise par la Shawinigan Water and Power Company en 1907.